# Понижаны (Сморгонский район)
Понижа́ны (бел. Паніжа́ны, пол. Poniżany) — деревня в Сморгонском районе Гродненской области Белоруссии.
Входит в состав Жодишковского сельсовета.
Расположена в северной части района на правобережьи реки Половойка. Расстояние до районного центра Сморгонь по автодороге — около 21,5 км, до центра сельсовета агрогородка Жодишки по прямой — чуть более 3 км. Ближайшие населённые пункты — Айцвилы, Буянцы, Пиловойти.
Согласно переписи население деревни в 1999 году насчитывало 110 человек.
В Понижанах находится придорожная часовня постройки конца XIX — начала XX веков
Через деревню проходит автомобильная дорога местного значения Н7378 Айцвилы — Понижаны — Жодишки.
В полутора километрах к северу от Понижан располагается территория охотничьего заказника «Жодишковский».